# Dror Feiler

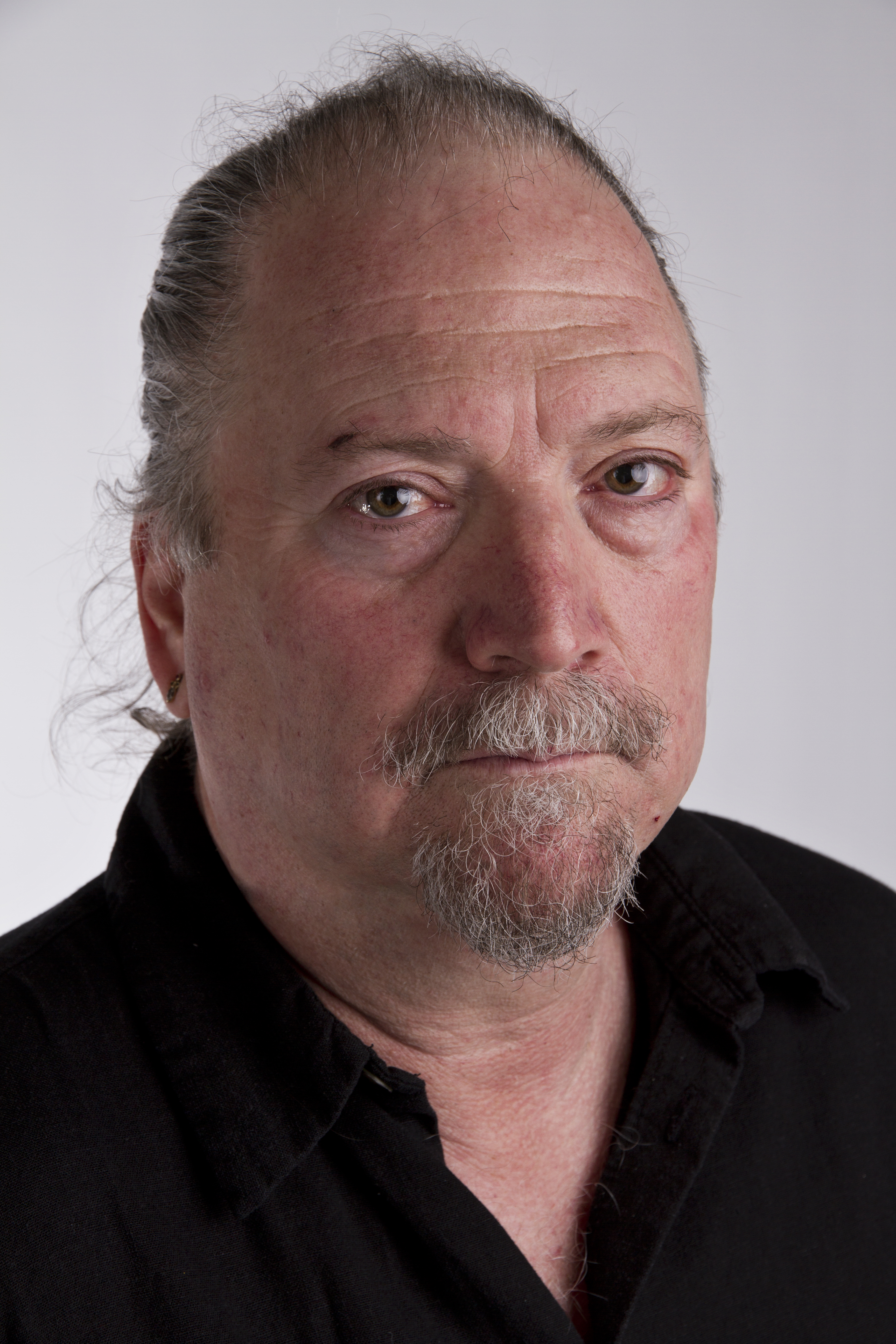
Dror Feiler

Dror Feiler (Tel Aviv, 31 augustus 1951) is een Zweedse kunstenaar, componist, saxofonist en vredesactivist van Israëlische komaf die in Stockholm woont. 
Feiler was parachutist in het Israëlische leger en in 1970 een van de eersten die dienst in de Gazastrook weigerden. Zijn eenheid stond toen onder bevel van generaal Ariel Sharon. In 1973 verhuisde hij naar Zweden en nam de nationaliteit van dat land aan. Aldaar houdt hij zich bezig met kunst en het componeren van moderne muziek. 
In januari 2004 maakte hij enige naam toen de Israëlische ambassadeur in Zweden, Zvi Mazel, Feilers kunstwerk Sneeuwwitje en de waanzin van de waarheid opzettelijk beschadigde. In dit werk dreef op een bootje in een plas met rode vloeistof de foto rond van de Palestijnse zelfmoordenares Hanadi Jaradat, die een aanslag pleegde in het Israëlische Maxim restaurant. Het werk werd vrijwel direct hersteld.
Tegenwoordig is Feiler voorzitter van het Zweedse Jews for Israeli Palestinian Peace. De groep heeft activiteiten georganiseerd tegen de Israëlische bezetting van de Westelijke Jordaanoever en de Gazastrook.
- Bibsys: 9063345
- Gemeinsame Normdatei: 132351994
- Information Center for Israeli Art: 276004
- International Standard Name Identifier: 0000 0001 2341 8811
- Library of Congress Control Number: n89657410
- MusicBrainz: c5586e9a-afca-4ae6-985d-42c4ea053fe5
- Nationale Bibliotheek van Israël: 987007424534805171
- RKD-Nederlands Instituut voor Kunstgeschiedenis: 299062
- LIBRIS: 213524
- SNAC: w6d24x1c
- Virtual International Authority File: 78753238
- WorldCat: E39PBJtRMXQgVCXwRXp9vJtR8C